# 김연주 (배우)
김연주(金延胄, 1980년 8월 30일~)는 대한민국의 미스코리아이다.

## 학력
- 안양예술고등학교 연극영화과 (졸업)
- 단국대학교 연극영화과 (졸업)
- 단국대학교 대학원 연극영화과 연극영화이론전공 (졸업)
- 단국대학교 대학원 커뮤니케이션학과 정치커뮤니케이션전공 커뮤니케이션학박사(졸업)

## 경력
- 2000년 한일 관광 홍보대사
- 2009년 장애인영화제 홍보대사
- 2010년 단국대학교 홍보대사

## 출연

### 드라마
| 연도 | 방송사 | 제목               | 역할   | 비고     |
| ---- | ------ | ------------------ | ------ | -------- |
| 1996 | KBS2   | 사랑이 꽃피는 계절 |        |          |
| 2000 | MBC    | 엄마야 누나야      | 나애리 |          |
| 2001 | MBC    | 결혼의 법칙        | 단역   |          |
| 2002 | SBS    | 얼음꽃             | 강지은 |          |
| 2003 | KBS2   | 진주 목걸이        | 수지   |          |
| 2004 | KBS2   | 달래네 집          | 간호사 |          |
| 2005 | MBC    | 슬픈 연가          | 차화정 |          |
| 2008 | SBS    | 며느리와 며느님    | 김주리 |          |
| 2010 | MBC    | 주홍글씨           | 차혜란 |          |
| 2011 | KBS2   | 영광의 재인        | 김경주 |          |
| 2013 | tvN    | 미친 사랑          | 한나영 |          |
| 2013 | MBC    | 오로라 공주        | 윤상아 | 특별출연 |

### 예능
| 연도 | 방송사 | 제목           | 담당 | 비고 |
| ---- | ------ | -------------- | ---- | ---- |
| 2001 | KBS2   | 쇼 파워 비디오 | MC   |      |

### 영화
| 연도 | 제목          | 역할   | 비고 |
| ---- | ------------- | ------ | ---- |
| 2004 | 신석기 블루스 | 염혜진 |      |

## 뮤직비디오
- 2003년 이적 - 그땐 미처 알지 못했지

## 연극
| 연도 | 제목      | 역할 | 비고 |
| ---- | --------- | ---- | ---- |
| 2010 | 미스 줄리 | 줄리 |      |

## 광고
- 유한킴벌리 좋은느낌
- 2000년 롯데제과 - 에센
- 2001년 썬실크히트액티브샴푸 - 드라이
- 2001년 유판씨 - 기분이 올라가는
- 2001년 썬실크샤인액티브샴푸 - 보석같은
- 2004년 다음다이렉트자동차보험 - 부등호

## 수상
- 1999년 미스코리아 대전-충남 진(眞)
- 1999년 미스코리아 선발대회 진(眞)
- 2000년 글로벌 뷰티 선정 '세계에서 가장 아름다운 50인'
- 2013년 단국대학교 공로상